# Hydraena muezziginea
Hydraena muezziginea är en skalbaggsart som beskrevs av Manfred A. Jäch 1988. Hydraena muezziginea ingår i släktet Hydraena och familjen vattenbrynsbaggar. Inga underarter finns listade i Catalogue of Life.